# Tecnolecte
Un tecnolecte és el llenguatge propi d'una especialitat, és un subcodi de la llengua dirigit a l'ús especialitzat en una determinada disciplina o especialitat científica o tècnica; els dos elements més característics d'un tecnolecte són el lèxic i la sintaxi.
El tecnolecte és una varietat de la llengua natural que integra elements simbòlics i gràfics en el seu codi lingüístic. El llenguatge d'especialitat és un llenguatge natural, amb elements braquigràfics integrats, i amb més èmfasi en l'escriptura. És, a més a més, una part de la parla i del llenguatge mixt. L'objectiu primordial de la llengua d'especialitat és la precisió semàntica i la sistematització conceptual, i es manifesta amb una neutralitat emotiva. Per això es tendeix a suprimir els sinònims, es simplifica i es delimita millor els mitjans sintàctics i es neutralitza i conté l'emotivitat i la subjectivitat.

## Definició
La majoria dels autors defineixen els tecnolectes oposant-los a la llengua comuna i general, la relació amb aquesta llengua comuna és una abstracció, i els seus subsistemes, les llengües particulars que són els dialectes, sociolectes i tecnolectes. Aquests subsistemes mai signifiquen la desintegració de la llengua, i són els elements comuns predominants davant els diferenciadors els que uneixen els integrants d'una comunitat lingüística.
Al centre trobem la llengua general amb diferents nivells, que teòricament és accessible a tots els membres d'una comunitat lingüística però tenen restriccions imposades per l'educació, la cultura general, la professió, les experiències vitals dels parlants...
Al voltant de la llengua general es troben les llengües particulars, accessibles a determinats grups d'individus de la comunitat lingüística, d'una banda els sociolectes i d'altra banda els tecnolectes. Aquests subsistemes es distingeixen de la llengua general pel lèxic i pels trets morfosintàctics i estilístics específics. Els tecnolectes estan determinats per la matèria o especialitat corresponent (fusteria, medicina...), els sociolectes ho estan per la col·lectivitat humana (argots, slangs...), i els dialectes ho estan per factors geogràfics.
Els tecnolectes són:
- sumes de fets lingüístics particulars inserits, en els enunciats lingüístics, en una suma de fets lingüístics generals de la llengua comuna.
- una llengua que depèn de la llengua general, i com a part d'aquesta l'activitat dels especialistes té repercussió, ja que part de la terminologia passa a la llengua general.
- no es redueix només al vocabulari, que n'és l'element més característic, ja que també té normes de selecció, ús i freqüència dels recursos morfosintàctics de la llengua general i per la seva peculiar formació de paraules. Això provoca que els diferents tecnolectes puguin tenir característiques molt diferents.

Existeix una estratificació dels tecnolectes difícil d'analitzar, la classificació més generalitzada en distingeix tres trets:
- Un estil teòrico-científic.
- Un estil tècnico-pràctic.
- Un estil de comunicació oral.

Un lloc a part correspon als parlars professionals que no són tecnolectes, sinó sociolectes. Normalment els tecnolectes utilitzen mitjans d'expressió que, en la llengua general, són més propis del codi escrit que del codi oral de la llengua. Són llengües funcionals que depenen de la matèria que és objecte de l'acte de comunicació, de la situació comunicativa concreta i de la intenció de l'emissor del missatge.
Els tenolectes gairebé mai es presenten en estat pur sinó embolcallats en materials de la llengua general. Responen a una necessitat de comunicació clara, unívoca i econòmica en una esfera concreta del saber humà o de l'activitat humana i per això la claredat de la comunicació pesa més que la bellesa.
El tecnolecte es caracteritza per tres elements:
- Un vocabulari específic.
- Per l'ús concret de recursos morfosintàctics disponibles en la llengua general, o, almenys, possibles en ella.
- Per algunes normes en la formació de paraules.[4]

## Característiques dels tecnolectes enfront dels sociolectes
- El tecnolecte fa una sistematització conceptual controlada i no sol admetre noves unitats si no s'han establert i conceptualitzat prèviament. El sociolecte no és un lèxic controlat i es crea de forma espontània i no té sèries lèxiques sistemàtiques.
- El tecnolecte té una gran precisió semàntica sota l'ideal d'univocitat i tendeixen a suprimir o restringir els sinònims mentre els sociolectes es basen en l'homonímia, la polisèmia, la figuració, la metàfora i l'extensió del significat.
- El tecnolecte basa la creació d'unitats lèxiques noves en la funció designativa i el sociolecte ho fa en l'expressiva.
- El tecnolecte prioritza la forma escrita dels termes sobre la forma oral, en el sociolecte apareix primer la forma oral i s'estableix més tard la forma escrita i la grafia sol reflectir trets d'oralitat.
- Als tecnolectes els termes especialitzats tendeixen a tenir una validesa supranacional a partir de recursos lèxics compartits per diverses llengües. Als sociolectes només tenen una validesa per a cada comunitat lingüística particular, tot i que sovint parodien un argot internacional.
- Els tecnolectes tenen tendència a neutralitzar o contenir l'emotivitat i la subjectivitat mentre que els sociolectes tendeixen a potenciar el caràcter expressiu o afectiu de les unitats, especialment en el vessant irònic, paròdic i sarcàstic.
- El registre predominant del tecnolecte té un caràcter estàndard i formal i el sociolecte es caracteritza per un caràcter informal, col·loquial i vulgar en molts casos.[5]